# Tanakh

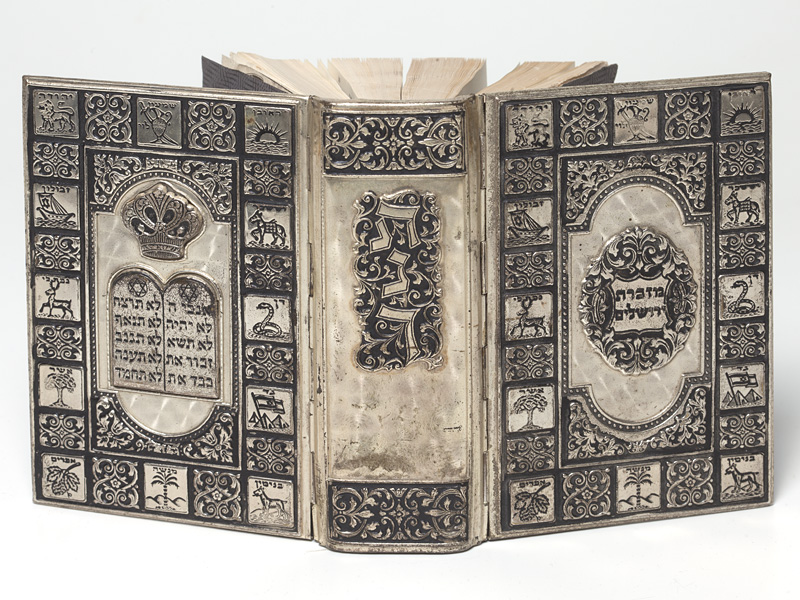
Tanakh dans la collection du Musée juif de Suisse, imprimé en Israël, 1962.

Le Tanakh (en hébreu תנ״ך) est l'ensemble des livres de la Bible hébraïque. Le mot est un acronyme de l'hébreu כתובים-נביאים-תּוֹרָה (« Torah-Nevi'im-Ketouvim »), formé à partir de la syllabe initiale de chacun des titres des trois parties constitutives :
- T ת : la Torah תּוֹרָה (la Loi ou Pentateuque) ;
- N נ : les Nevi'im נביאים (les Prophètes) ;
- K ך : les Ketouvim כתובים (les autres Écrits ou Hagiographes).

On écrit aussi Tanak (sans h à la fin), avec la terminologie suivante : Tanakh, Ancien Testament, Premier Testament ou Bible hébraïque.
La division que reflète l'acronyme T-N-K est bien attestée dans des documents de l'époque du Second Temple, dans le Nouveau Testament chrétien et dans la littérature rabbinique, à ceci près qu'au cours de cette période l'acronyme en question n'était pas utilisé ; le terme correct était Miqra (« Lecture », renvoyant à une fonction liturgique du texte), par opposition à Mishna (« Enseignement », « Répétition ») ou Midrash (« Exégèse »). Le terme Miqra continue à être utilisé de nos jours, aux côtés de Tanakh pour dénommer les Écritures hébraïques. En hébreu moderne parlé, Miqra possède néanmoins une connotation plus formelle que Tanakh.
Les livres inclus dans le Tanakh étant pour la plupart écrits en hébreu, on l'appelle également la « Bible hébraïque ». Bien que l'araméen se soit introduit en bonne partie dans les livres de Daniel et d'Esdras, ainsi que dans une phrase du Livre de Jérémie et un toponyme de deux mots dans le Livre de la Genèse (Sefer Bereshit), ces passages sont écrits dans la même écriture hébraïque. Les passages en araméen sont les suivants : Esdras 4.8, 4.7 et 12.26 ; Jérémie 10.11 ; Daniel 2.4 à 7.28.
Selon la tradition juive, le Tanakh est constitué de vingt-quatre livres : la Torah contient cinq livres, les Nevi'im huit et les Ketouvim onze.
L’Ancien Testament protestant a exactement le même contenu que la Bible hébraïque, mais les livres sont présentés et classés différemment, les protestants comptant trente-neuf livres et non vingt-quatre. Ceci est dû au fait que les protestants, comme les autres chrétiens ont choisi de subdiviser certains livres de la religion juive.
Cependant, l'expression « Ancien Testament », utilisée dans la tradition chrétienne, peut être perçue comme une volonté du christianisme de s'approprier les textes de la religion juive ; d'autre part, selon la foi juive, il ne saurait exister de « Nouveau Testament » hors des textes massorétiques. L'expression « Premier Testament » a donc tendance à être de plus en plus utilisée par les biblistes non juifs. En outre, une distinction technique peut être tracée entre le Tanakh et le corpus similaire mais non identique que les protestants nomment « Ancien Testament ». L'expression de « Bible hébraïque » est donc parfois préférée pour éviter toute ambiguïté.
L’Ancien Testament catholique et orthodoxe contient sept livres non inclus dans le Tanakh. Ils sont appelés « Livres deutérocanoniques » (lit. « canonisés secondairement », c'est-à-dire canonisés ultérieurement). Ils sont tirés de la Septante, traduction grecque de la Bible du IIIe siècle av. J.-C. Ainsi, dans les Bibles chrétiennes, les Livres de Daniel et d'Esther peuvent contenir des textes deutérocanoniques, n'ayant été inclus ni dans le canon juif ni dans le canon protestant.

## Nom des livres bibliques

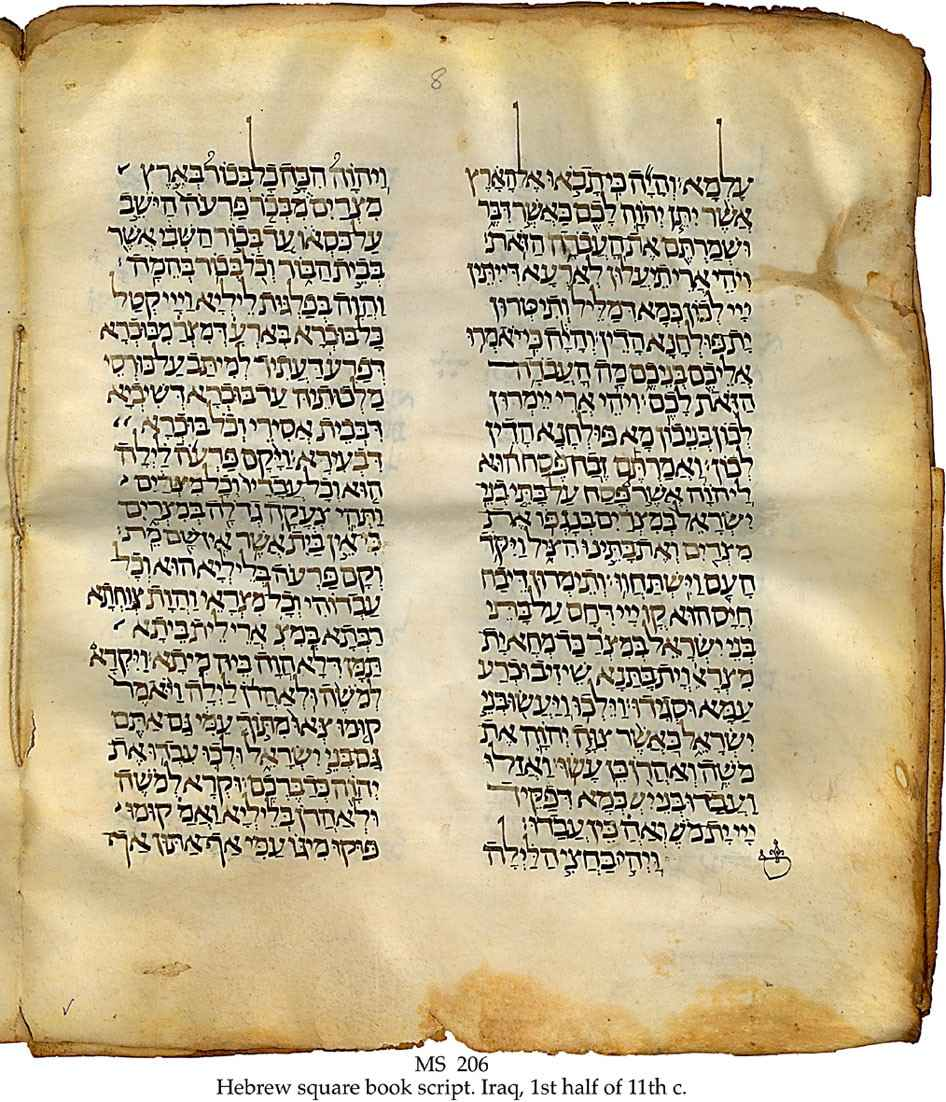
Page d’un Targoum (traduction en araméen) du Tanakh du XIe siècle.

Le texte hébreu biblique ne consistait originellement qu'en consonnes, avec des lettres utilisées de façon inconstante comme des voyelles (matres lectionis). Au cours du haut Moyen Âge, les Massorètes codifièrent la tradition orale de lecture du Tanakh en ajoutant deux types spéciaux de symboles au texte : les signes de niqoud (ponctuation à fonction de voyelles) et de cantillation, ces derniers indiquant la syntaxe, l'accent tonique et la mélodie pour la lecture.
Les Livres de la Torah ont des noms d'usage basés sur le premier mot significatif de chaque livre. Les noms en français n'en sont pas la traduction : ils sont basés sur les noms grecs créés pour la Septante, lesquels étaient eux-mêmes basés sur les noms rabbiniques décrivant le contenu thématique des Livres.
Les noms entre parenthèses sont ceux sous lesquels les livres sont connus dans le monde chrétien.
La Torah (תורה « Loi ») également connue sous le nom de Pentateuque se constitue de :
- 1. Bereshit (בראשית, « Au commencement » / Genèse) ;
- 2. Shemot (שמות, « Noms » / Exode) ;
- 3. Vayiqra (ויקרא, « Et Il appela » / Lévitique) ;
- 4. Bamidbar (במדבר, « Dans le désert » / Nombres) ;
- 5. Devarim (דברים, « Paroles » / Deutéronome).

Les Nevi'im (נביאים, « Prophètes ») sont :
- Neviim rishonim (נביאים ראשונים, « Premiers prophètes ») :
- 6. Yehoshoua (יהושע, Josué) ,
- 7. Shoftim (שופטים, Juges) ,
- 8. Shemouel (שמואל, Livres de Samuel – I et II) ,
- 9. Melakhim (מלכים, Livres des Rois - I et II) ;

- Neviim aharonim (נביאים אחרונים, « Derniers prophètes ») :
- 10. Yeshayahou (ישעיהו, Isaïe) ,
- 11. Yrmeyahou (ירמיהו, Jérémie) ,
- 12. Yehezqel (יחזקאל, Ézéchiel) ,
- 13. Trei Assar (תרי עשר) :
  - I. Hoshéa (הושע, Osée) ,
  - II. Yoël (יואל, Joël) ,
  - III. Amos (עמוס, Amos) ,
  - IV. Ovadia (עובדיה, Abdias) ,
  - V. Yona (יונה, Jonas) ,
  - VI. Mikha (מיכה, Michée) ,
  - VII. Nahoum (נחום, Nahum) ,
  - VIII. 'Havaqouq (חבקוק, Habacuc) ,
  - IX. Tsephania (צפניה, Sophonie) ,
  - X. Haggaï (חגי, Aggée) ,
  - XI. Zekharia (זכריה, Zacharie) ,
  - XII. Malakhi (מלאכי, Malachie).

Les Ketouvim (כתובים, « Écrits ») consistent en :
- 14. Tehilim (תהילים, « Louanges » / Psaumes) ;
- 15. Mishlei (משלי, « Paraboles » / Proverbes) ;
- 16. Iyov (איוב, Job) ;
- 17. Shir Hashirim (שיר השירים, Cantique des cantiques) ;
- 18. Routh (רות, Ruth) ;
- 19. Eikha (איכה, « Où » / Lamentations) ;
- 20. Qohelet (קהלת, « Prédicateur » / Ecclésiaste) ;
- 21. Esther ((אסתר ;
- 22. Daniel (דניאל) ;
- 23. Ezra-Nehemia (עזרא ונחמיה, Ezra wuNekhem'ya, Esdras et Néhémie) ;
- 24. Divrei Hayamim (דברי הימים, Chroniques - I et II).

## Chapitres, versets et division des livres
Alors que les chrétiens lisent la Bible dans des livres, les Juifs la lisent (du moins pour l'usage rituel) dans un rouleau. La division en chapitres n'a donc aucune signification dans la tradition juive, qui divise la Torah en parashiyot (péricopes, sections), elles-mêmes divisées en sept parties thématiques, et les autres Livres selon les épisodes narratifs. Elle a néanmoins été ajoutée dans la plupart des éditions modernes du Tanakh, afin de faciliter la localisation et la citation de ceux-ci. La division de Samuel, Rois, et Chroniques en I et II est également indiquée sur chaque page de ces livres, afin d'éviter toute confusion dans la capitation biblique, celle-ci suivant la tradition textuelle chrétienne.
L'adoption de la capitation chrétienne par les Juifs commença en Espagne, aux alentours du XIIIe siècle, en partie du fait des disputations, qui sont des débats interreligieux forcés dans le contexte de l'Inquisition espagnole naissante. Ces débats requéraient en effet un système de citation biblique commun. Du point de vue de la tradition textuelle juive, la division en chapitres est non seulement une innovation étrangère sans aucun fondement dans la messora, mais elle est également critiquable car la division en chapitres reflète souvent l'exégèse chrétienne de la Bible, et quand bien même ce ne serait pas le cas, elle est artificielle, divisant le texte en des endroits jugés inappropriés pour des raisons littéraires ou autres.
Néanmoins, comme leur utilité a été prouvée pour les citations, elles continuèrent à être incluses par les Juifs dans la plupart des éditions hébraïques. 
Les nombres des chapitres et des versets étaient souvent indiqués de façon prééminente dans les anciennes éditions, comme dans la Bible du Rabbinat, au point de recouvrir les divisions massorétiques traditionnelles. Cependant, dans de nombreuses éditions juives du Tanakh publiées au cours des quarante dernières années, il s'est produit une tendance notable à en minimiser l'impact sur les pages imprimées.
La plupart des éditions réalisent ce but en reléguant la numération en marge des textes. Le texte de ces éditions est ininterrompu tout au long des chapitres (dont le début est uniquement notifié en marge). L'absence de capitation dans ces éditions renforce également l'impact visuel créé par les espaces et « paragraphes » des pages, qui indiquent la division traditionnelle juive en parashiyot.
Ces éditions modernes présentent les Livres de Samuel, des Rois, des Chroniques et d'Ezra comme un seul livre dans leur table des matières, et ne font aucune mention dans le texte de leur division en deux parties, bien qu'elle soit notée dans les marges supérieures et latérales. Le texte de II Samuel, par exemple, suit celui de I Samuel sur la même page, sans espacement particulier dans le flux du texte, et peut même continuer sur la même ligne.

## Torah écrite (Torah shé bi ktav) et Torah orale (Torah shé bé al pé)
- Voir : Loi orale#Loi orale dans le judaïsme.

Le judaïsme rabbinique enseigne que la Torah fut transmise en parallèle avec une tradition orale qui la complète. Cette croyance n'est pas partagée par les Juifs karaïtes, les Beta Israël, les Samaritains, ainsi que la majorité des Chrétiens, à l'exception de certains groupes messianiques.
Selon les tenants de la loi orale, de nombreux termes et définitions utilisés dans la loi écrite ne sont pas définis dans la Torah elle-même, ce qui suppose de la part du lecteur une familiarité avec le contexte et le détail, lesquels ne pourraient être connus que via une antique tradition orale.
Les opposants à la tradition orale objectent que, de l'important corpus des travaux rabbiniques qui la compose, seule une partie sert à clarifier effectivement le contexte. Ces travaux rabbiniques, collectivement connus comme « la Loi orale » [תורה שבעל פה], incluent la Mishna, la Tosefta, les deux Talmuds (de Babylone et de Jérusalem), ainsi que les premières compilations du Midrash.